# Long Thành (xã)
Long Thành là một xã thuộc huyện Yên Thành, tỉnh Nghệ An, Việt Nam.
Xã Long Thành có diện tích 9,64 km², dân số năm 1999 là 9.095 người, mật độ dân số đạt 943 người/km².